# 林雄一 (競輪選手)
林 雄一（はやし ゆういち、1978年8月26日 - ）は、日本の元競輪選手、競輪評論家。日本競輪学校（当時。以下、競輪学校）第83期生。現役時代は日本競輪選手会神奈川支部に所属。

## 来歴
横須賀学院高校在学時に競輪選手を志し、競輪学校に第83期生として入学。
競輪学校卒業後は、1999年に花月園競輪場でデビュー。2004年のS級昇級後は、2012年に特別競輪に初出場、2014年には和歌山競輪場で初の記念優勝と、南関地区屈指の追い込み選手として活躍した。
2019年9月、松阪競輪場で行われた共同通信社杯競輪のレース中に心室細動を起こして落車。一時心肺停止状態となるが、中村浩士らの救助活動により蘇生した。林の心臓には除細動器が取り付けられたが、70日の入院生活後に障害も残らず退院した。
2020年3月に引退を表明。
2020年3月30日、選手登録消除。通算戦績は1628戦218勝、優勝22回。
引退後は競輪評論家として活動する傍ら、小田原競輪場のマスコットキャラクター『オダワライダー』を務めている。

## 出演
- オダワライダーと勝利を摑め！難攻不落の戦国バンク（小田原競輪場）
- 林雄一の競輪「喜喜IPPATSU」（チャリロト）
- エトミキ&林雄一の的中街道まっしぐら（DMM競輪）
- 競輪LIVE!チャリロトよしもと（BSよしもと）※不定期